# Мост Турнеэльвен
Мост Турнеэльвен — автодорожный металлический балочный мост через реку Турнеэльвен в финском городе Торнио.

## История
После трагедии 1962 года на мосту Ханнула возникла необходимость в строительстве моста-дублёра. Кроме того, со временем значительно возрос автомобильный трафик между Швецией и Финляндией.
Строительство моста велось с 1976 по 1979 годы, всего в нескольких сотнях метров ниже старого моста Ханнула. В это же время была построена новая таможенная зона и была перестроена дорога между Финляндией и Швецией для связи нового моста с улично-дорожной сетью городов Торнио и Хапаранда.
Ввод нового моста позволил перенести интенсивные международные транзитные перевозки на мост Турнеэльвен, что снизило нагрузку на мост 1939 года.

## Характеристика
Мост был спроектирован инженерной фирмой Pontek Ky. Это неразводной сталежелезобетонный мост. Сталь, используемая в балках, является напряжённой. 300-метровый мост состоит из пяти пролётов, средние три пролёта над рекой имеют длину 64 м, а береговые пролёты — 54 м. Движение по мосту осуществляется по 4-м полосам (по две в каждую сторону).